# Inawabui
Inawabui est un village mékéos de Papouasie-Nouvelle-Guinée.

## Histoire
Henri Verjus visite le village avec le Père Couppé et le frère Salvatore en septembre 1886.